# Centro europeo per lo sviluppo della formazione professionale
Il Centro europeo per lo sviluppo della formazione professionale (CEDEFOP) è un'agenzia dell'Unione europea.
Fondato nel 1975 presso Berlino Ovest, il CEDEFOP fu trasferito presso la città di Salonicco, in Grecia, dove tuttora ha sede.
Obiettivo dichiarato di questa agenzia è quello di promuovere lo sviluppo della formazione educativa e professionale all'interno dell'Unione europea. Analizzando e provvedendo alla diffusione delle informazioni recepite, il Centro europeo per lo sviluppo della formazione professionale aiuta professionisti e specialisti di tutta l'Unione a promuovere politiche di sviluppo in tal senso, organizzando forum, convegni e workshop su tematiche di comune interesse.
Il CEDEFOP condivide la sua esperienza in questo campo attraverso pubblicazioni distribuite nei modi più disparati, attraverso copie stampate, oppure moderni siti web.
Esso collabora strettamente con la sua agenzia sorella, la Fondazione europea per la formazione professionale (ETF) di Torino, che ha un mandato in materia d'istruzione e formazione professionale nell'ambito dei Paesi extra UE.